# Petar Kuntić
Petar Kuntić (en serbe cyrillique : Петар Кунтић ; né le 19 juin 1960 à Subotica) est un homme politique serbe. Il est président de la Ligue démocratique des Croates de Voïvodine et député à l'Assemblée nationale de la République de Serbie.

## Biographie
Petar Kuntić acheve ses études supérieures à la Faculté d'agriculture de l'Université de Novi Sad en 1985. Entre 1986 et 2002, il travaille comme directeur de production à l'Agrokombinat Subotica et à l'Agrosemene Panonija puis pour Fermopromet à Novi Bezdan (Croatie) ; de 2002 à 2005, il est directeur de la société DP Palić à Palić.
Sur le plan politique, Petar Kuntić entre à la Ligue démocratique des Croates de Voïvodine (DSHV) en 1993 et il en devient le président en 2003, succédant ainsi à Bela Tonković, le fondateur du parti. Entre 2005 et 2007, il est vice-président de la municipalité de Subotica.
Aux élections législatives serbes de 2007, il se présente sur la liste du Parti démocratique (DS), ce qui lui permet d'obtenir un siège à l'Assemblée nationale de la République de Serbie. Aux élections législatives serbes de 2008, la ligue fait partie de la coalition Pour une Serbie européenne, emmenée par le président sortant Boris Tadić, ce qui vaut à Kuntić d'être réélu à l'Assemblée.
Lors des élections législatives serbes de 2012, il participe à la coalition Un choix pour une vie meilleure, emmenée par Boris Tadić. Kuntić est une nouvelle fois élu député et est inscrit au groupe parlementaire du Parti démocratique.
À l'assemblée, il participe aux travaux de la Commission des droits de l'Homme et des minorités et de l'égalité des sexes et à ceux de la Commission de l'agriculture, de la forêt et de la gestion de l'eau ; en tant que membre suppléant, il participe aussi à ceux de la Commission de l'éducation, des sciences, du développement technologique et de la société de l'information.